# Аль-Ахли (футбольный клуб, Каир)
«Аль-А́хли» (араб. النادي الأهلي‎) — египетский футбольный клуб из Каира. Самый титулованный футбольный клуб Африки и мира. Обладатель наибольшего числа континентальных титулов в истории футбола (25). В 2001 году был признан КАФ клубом столетия. В переводе на русский название означает национальный.

## История
«Аль-Ахли» был основан в 1907 году как клуб, в котором лидеры студенческих организаций Каира могли встречаться во время борьбы с колонизаторами.
В 1940-1950 годах «красные дьяволы» выиграли 9 чемпионатов Египта подряд.
В 2005 году «Аль-Ахли» выиграл чемпионат Египта с отрывом в 31 очко, не потерпев ни одного поражения и выиграв 24 матча из 26.

## Болельщики
В 2012 году матч между «Аль-Масри» (Порт-Саид) и «Аль-Ахли» закончился массовой дракой, в результате которой погибло 74 человека, около 1000 пострадали. По одной из версий, побоище мог вызвать оскорбительный плакат фанов «Аль-Ахли» (т. н. «Ultras Ahlawy»). Фаны «Аль-Масри» выскочили на поле и начали избивать футболистов и других людей. В январе 2013 года суд Египта приговорил к казни 21 обвиняемого в трагедии в Порт-Саиде. Из-за недовольства решением суда в Порт-Саиде начались массовые беспорядки с участием тысяч горожан, повлекшие за собой гибель 32 человек. Полиция не останавливала эту бойню. В течение нескольких дней беспорядки перекинулись и на другие города Египта, в том числе и Каир
«Аль-Ахли» и другой каирский клуб, «Замалек», считаются непримиримыми соперниками. На матчах между ними всегда работают иностранные арбитры. В 2015 году фирма болельщиков «Аль-Ахли» Ultras Ahlawy признана экстремистской организацией. На 2018 год дерби «Аль-Ахли» и «Замалека» исключаются из календаря чемпионата Египта, а в дни каирского дерби в Каире объявляют военное положение и усиленное патрулирование.
Клуб является рекордсменом по участию в розыгрышах Клубного чемпионата мира — 3 участия из 6 возможных. Клуб использует цвета, которые присутствовали на флаге Египта начала XX века — красный и белый. «Аль-Ахли» принадлежит рекорд по количеству побед подряд в национальных чемпионатах африканских стран — 21 (4 победы в конце сезона 2003/04 и 17 на старте сезона 2004/05). У клуба более 50 миллионов болельщиков по всей Африке, что делает «Аль-Ахли» одним из самых популярных клубов в мире. Также у «Аль-Ахли» имеются успешные команды по гандболу, волейболу и баскетболу и секция легкой атлетики.

## Достижения
Всего медалей: 108

### Континентальные
- Лига Чемпионов КАФ
  - Победитель (12) 1982, 1987, 2001, 2005, 2006, 2008, 2012, 2013, 2020, 2021, 2023, 2024
- Кубок обладателей Кубков КАФ
  - Победитель (4) 1984, 1985, 1986, 1993
- Кубок Конфедерации КАФ
  - Победитель (1) 2014
- Суперкубок КАФ
  - Победитель (8) 2002, 2006, 2007, 2008, 2013, 2014, 2021 (май), 2021 (декабрь)

### Междуконтинентальные
- Клубный чемпионат мира ФИФА
  - Третье место, 2006, 2020, 2021, 2023
- Клубный чемпионат Азии и Африки
  - Чемпион 1988
- Арабская лига чемпионов
  - Победитель 1996
- Арабский кубок обладателей кубков
  - Победитель 1995
- Арабский суперкубок
  - Победитель 1997, 1998

### Внутренние
- Чемпионат Египта
  - Чемпион (45): 1948/49, 1949/50, 1950/51, 1952/53, 1953/54, 1955/56, 1956/57, 1957/58, 1958/59, 1960/61, 1961/62, 1974/75, 1975/76, 1976/77, 1978/79, 1979/80, 1980/81, 1981/82, 1984/85, 1985/86, 1986/87, 1988/89, 1993/94, 1994/95, 1995/96, 1996/97, 1997/98, 1998/99, 1999/00, 2004/05, 2005/06, 2006/07, 2007/08, 2008/09, 2009/10, 2010/11, 2013/14, 2015/16, 2016/17, 2017/18, 2018/19, 2019/20, 2022/23, 2023/24, 2024/25
- Кубок Египта
  - Победитель (39): 1923/24, 1924/25, 1926/27, 1927/28, 1929/30, 1930/31, 1936/37, 1939/40, 1941/42, 1942/43[8], 1944/45, 1945/46, 1946/47, 1948/49, 1949/50, 1950/51, 1952/53, 1955/56, 1957/58[8], 1960/61, 1965/66, 1977/78, 1980/81, 1982/83, 1983/84, 1984/85, 1988/89, 1990/91, 1991/92, 1992/93, 1995/96, 2000/01, 2002/03, 2005/06, 2006/07, 2016/17, 2019/20, 2021/22, 2022/23
- Суперкубок Египта
  - Победитель (15): 2003, 2005, 2006, 2007, 2008, 2010, 2011, 2014, 2015, 2017, 2018, 2021, 2022, 2023, 2024
- Кубок султана Хуссейна
  - Чемпион (7): 1922/23, 1923/24, 1925/26, 1926/27, 1928/29, 1930/31, 1937/38
- Чемпионат Каира
  - Чемпион (17): 1924/25, 1926/27, 1927/28, 1928/29, 1930/31, 1931/32, 1933/34, 1934/35, 1935/36, 1936/37, 1937/38, 1938/39, 1941/42, 1942/43, 1947/48, 1949/50, 1957/58
- Кубок Объединённой Арабской Республики
  - Чемпион 1960/61

## Текущий состав
| 1  | Египет  | Вр  | Мохамед эль-Шенави (капитан) | 1988 |  |  |  |  |
| 31 | Египет  | Вр  | Мостафа Шобеир               | 2000 |  |  |  |  |
| 37 | Египет  | Вр  | Мостафа Махлуф               | 2003 |  |  |  |  |
|    |         |     |                              |      |  |  |  |  |
| 2  | Египет  | Защ | Халид Абдельфаттах           | 1999 |  |  |  |  |
| 3  | Египет  | Защ | Омар Камаль                  | 1993 |  |  |  |  |
| 6  | Египет  | Защ | Яссер Ибрагим                | 1993 |  |  |  |  |
| 15 | Марокко | Защ | Ашраф Дари                   | 1999 |  |  |  |  |
| 27 | Египет  | Защ | Мостафа эль-Ааш              | 2000 |  |  |  |  |
| 28 | Египет  | Защ | Карим Фуад                   | 1999 |  |  |  |  |
| 30 | Египет  | Защ | Мохамед Хани                 | 1996 |  |  |  |  |
| 32 | Египет  | Защ | Самир Мохамед                | 2003 |  |  |  |  |
| 33 | Египет  | Защ | Карим эль-Дебес              | 2003 |  |  |  |  |
| 50 | Гана    | Защ | Рейндорф Ханчо               | 2006 |  |  |  |  |
|    |         |     |                              |      |  |  |  |  |
| 5  | Тунис   | ПЗ  | Мохаммед Бен-Ромдан          | 1999 |  |  |  |  |
| 7  | Египет  | ПЗ  | Трезеге                      | 1994 |  |  |  |  |
| 8  | Египет  | ПЗ  | Хамди Фатхи                  | 1994 |  |  |  |  |

| 13 | Египет                           | ПЗ  | Марван Аттиа      | 1998 |  |  |  |  |
| 14 | Египет                           | ПЗ  | Хуссейн эль-Шахат | 1991 |  |  |  |  |
| 19 | Египет                           | ПЗ  | Афша              | 1996 |  |  |  |  |
| 20 | Египет                           | ПЗ  | Недвед            | 1997 |  |  |  |  |
| 22 | Египет                           | ПЗ  | Эмам Ашур         | 1998 |  |  |  |  |
| 23 | Мали                             | ПЗ  | Алиу Дьенг        | 1997 |  |  |  |  |
| 24 | Египет                           | ПЗ  | Ахмед Реда        | 2000 |  |  |  |  |
| 25 | Египет                           | ПЗ  | Зизо              | 1996 |  |  |  |  |
| 29 | Египет                           | ПЗ  | Тахер Мохамед     | 1997 |  |  |  |  |
| 36 | Египет                           | ПЗ  | Ахмед-Набиль Кока | 2001 |  |  |  |  |
|    |                                  |     |                   |      |  |  |  |  |
| 9  | Палестина (историческая область) | Нап | Вессам Абу-Али    | 1999 |  |  |  |  |
| 10 | Словения                         | Нап | Нейц Градишар     | 2000 |  |  |  |  |
| 12 | Марокко                          | Нап | Реда Слим         | 1999 |  |  |  |  |
| 34 | Марокко                          | Нап | Ашраф Беншарки    | 1994 |  |  |  |  |

## Галерея

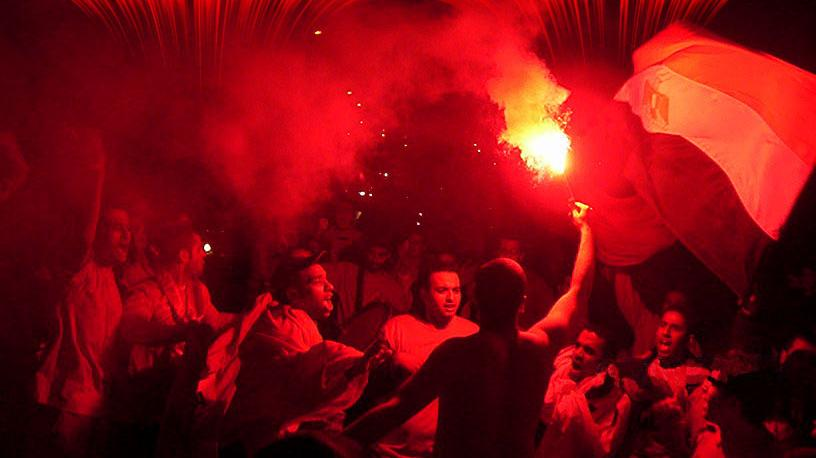
Фанаты после победы в Лиге Чемпионов КАФ 2005
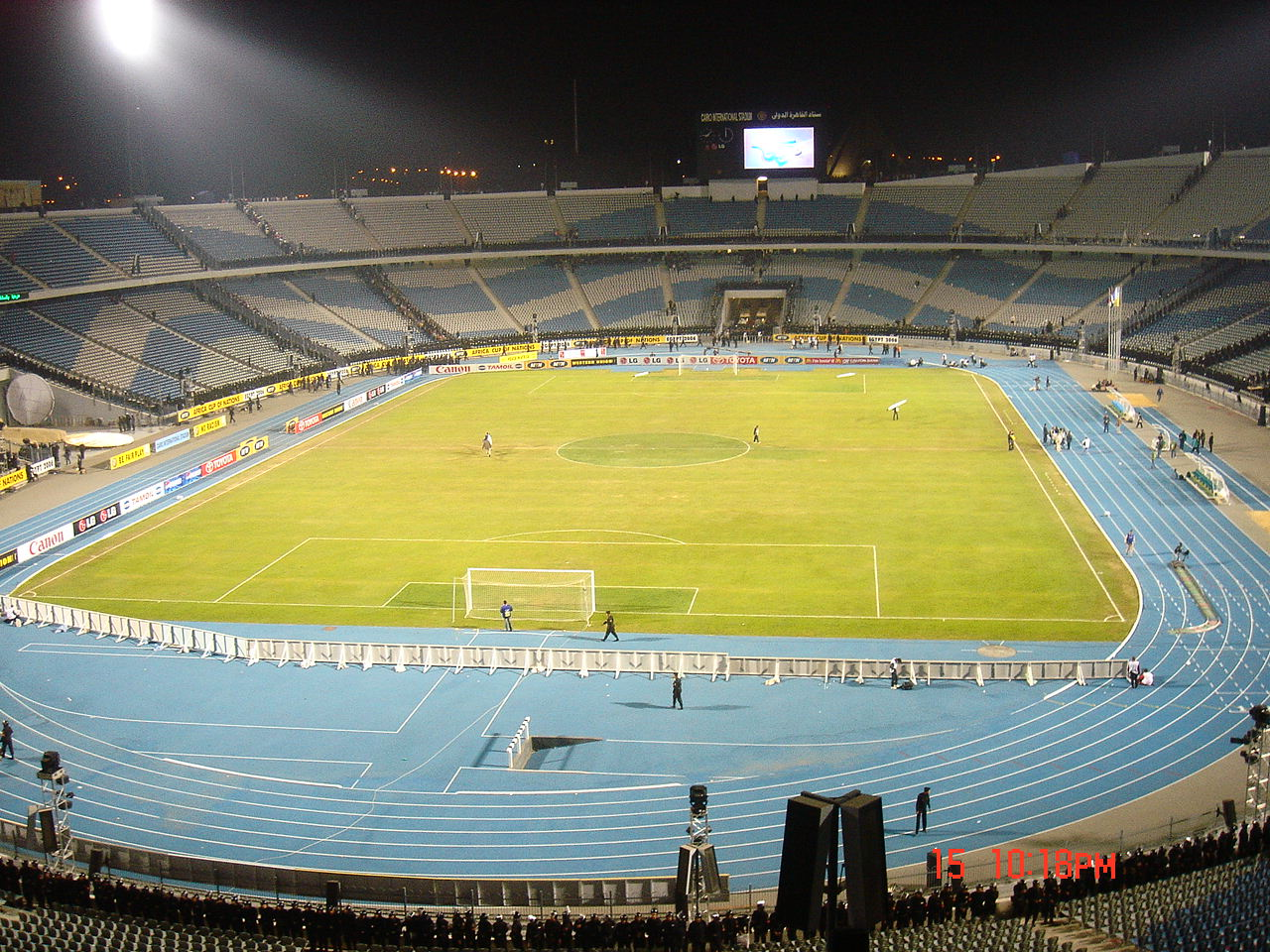
Каирский международный стадион
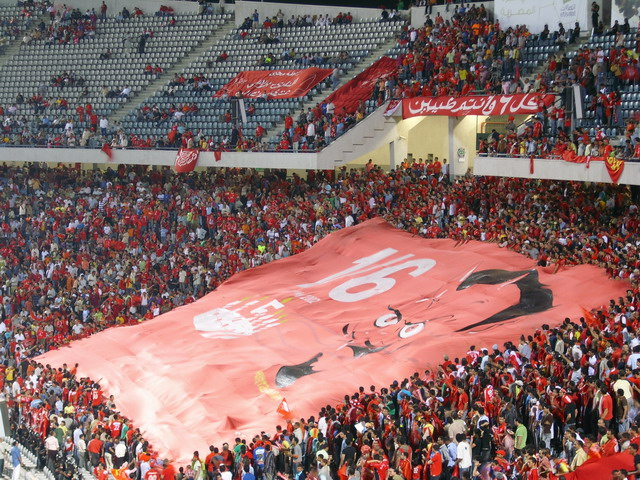
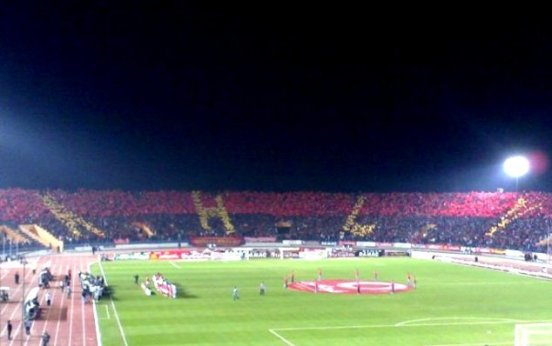